# 国際妖怪警察おけい
国際妖怪警察おけい（こくさいようかいけいさつ-）は週刊少年ジャンプの公式サイト、
ジャンプデジタルマンガに連載されていたゴミ虫丸の漫画。

## ストーリー
白板蛍は16歳の誕生日に、祖母のおけいに無理やりIYPという謎の組織の一員に任命されてしまう。
当初はIYPを高齢者の仲良しサークルだと思っていた蛍だったが、その実態は世界の妖怪事件を解決する秘密機関だった。
そして彼女は、世にはびこる妖怪たちを倒すという、普通ではありえないような生活を強いられることに…。

## 登場人物
白板蛍（しろいたほたる）
突然国際妖怪警察（IYP）の捜査官になってしまった女子高生。
普通の高校生活を夢見ている。
白板刑子（しろいたけいこ）
IYP創立当時からのメンバーでもある蛍の祖母。凄腕の捜査官だが、持病の「うず巻き病」に悩まされている。通称「おけい」。
白木ユミ（しらきユミ）
蛍のよき理解者でもあり、クラスメイトでもある親友。
大神ジュン（おおがみジュン）
蛍のクラスメイト兼幼なじみ。
腕っ節が強く、不良たちから「北校の狂犬」と呼ばれ、恐れられている。
木水シゲル（きみずシゲル）
蛍のクラスメイトで蛍と詩をこよなく愛している。
向山義仁（こうやまよしひと）
如何なる難事件も地道な捜査で解決する、警視庁の敏腕刑事。
濃厚ヒロシ（こいヒロシ）
近所の工業高校の生徒で生粋の不良。車を運転するのが趣味らしい。
武田誠一郎（たけだせいいちろう）
昔、おけいと組んだことがあるIYPの総督。
ネクロ・クロウ
IYPの一員でもあるろくろ首。
ロン
蛍の祖父。おけいとは離婚しているが、孫を守るべく奮闘する。
西御寺和正（さいおんじかずまさ）
家系に代々受け継がれている秘術を操る、IYPのエリート捜査官。
山本虎吉（やまもととらきち）
宝石店で盗みをはたらいているところを逮捕されて以来、蛍と関わりを持つようになった運送会社の社長。荷造りの腕は一流。
リュウ
ロンの弟で、容姿もロンに酷似している。100年前に自分たちが封印した妖怪「愚霊」を再び覚醒させようと企んでいる。
ゴロー博士（ゴローはかせ）
リュウの計画に加担している、IQ-5000の天才発明家。

## 道具
ビッグプラネット
制作者や制作目的、その所在すら謎に包まれているという宝玉。
YPガン
妖怪を攻撃したり、捕獲したりする為のIYP捜査官用の銃。
妖怪レーダー（ようかいレーダー）
妖気を探知する腕時計型のレーダー。
YPガンS-03
電撃を放出する銃。通常のYPガンより重量だが、威力は抜群。
妖怪十手・四朔（ようかいじって・よんさく）
闘気を鍛錬し、力を蓄えることでより強い破壊力を生み出す武器。
妖怪十手・五朔（ようかいじって・ごさく）
使い手の生命力を吸い取ることで破壊力を増す武器。
破魔の扇（はまのおうぎ）
結界を張ることができる扇。その防御力は持ち主によって異なる。
プリスク
おけいの持病である、うずまき病の特効薬。
おけい専用下駄（おけいせんようげた）
携帯電話の機能も搭載しているだけでなく、高速で走ることもできる下駄。
妖之家鈴（あやかしのやすず）
内部に妖怪だけが住むことができる空間があるという鈴。
羅城門鬼の手（らじょうもんきのて）
古代の強力な鬼の力が宿っているという武器。
IYPゴールドカード
値段がついているものなら何でも買えるという、IYPのゴールドポリスだけが持てるカード。
ベレッタ・改（ベレッタ・かい）
特殊な弾丸を使用する、警視庁妖怪事件担当捜査官用の銃。
IYPバッジ
IYPの捜査官であるという証明バッジ。
真・破魔の扇（しん・はまのおうぎ）
愚霊を封印するべく使用されている、強大な封印力を持つ扇。
妖之家鈴・レア玉（あやかしのやすず・レアだま）
稀少な妖怪が住みついた、黒い妖之家鈴。

## サブタイトル
- 其の壱・「輪入道」
- 其の弐・「河童」
- 其の参・「狂骨」
- 其の四・「釣瓶火」
- 其の五・「雪女」
- 其の六・「わいら」
- 其の七・「牛鬼」
- 其の八・「死霊」
- 其の九・「殺生石」
- 其の十・「水虎」
- 其の十一・「煙々羅」
- 其の十二・「さとり」
- 其の十三・「燭陰」
- 其の十四・「滝霊王」
- 其の十五・「愚霊」
- 其の十六・「ひでり神」